# Gathorne Gathorne-Hardy
Pour les articles homonymes, voir Hardy.
Gathorne Gathorne-Hardy (1er octobre 1814 - 30 octobre 1906), connu sous le nom de Gathorne Hardy jusqu'en 1878, est un éminent homme politique conservateur britannique, et un anglican modéré. Il occupe des fonctions dans tous les gouvernements conservateurs entre 1858 et 1892 et est notamment ministre de l'Intérieur de 1867 à 1868 et secrétaire d'État à la Guerre de 1874 à 1878.

## Jeunesse et éducation
Gathorne Hardy est le troisième fils de John Hardy, de Bradford Manor, et Isabel, fille de Richard Gathorne. Son père est le principal propriétaire des forges de Low Moor et est député de Bradford au Parlement. Il fait ses études à la Shrewsbury School et à l'Oriel College, à Oxford, et est admis au barreau, à Inner Temple en 1840. Il établit une pratique juridique réussie sur le circuit nordique, étant basé à Leeds, mais est refusé quand il demande à être Conseiller de la reine en 1855.

## Début de carrière politique, 1847–1874
Hardy se présente à Bradford en vain aux élections générales de 1847. Cependant, après la mort de son père en 1855, il peut se concentrer pleinement sur une carrière politique, et en 1856, il est élu pour Leominster. Seulement deux ans plus tard, en 1858, il est nommé sous-secrétaire d'État aux Affaires intérieures dans la deuxième administration du comte de Derby. Il reste à ce poste jusqu'à la chute du gouvernement en juin 1859.
En 1865, il accepte à contrecœur de se présenter contre William Ewart Gladstone dans la circonscription de l'Université d'Oxford. Cependant, le 17 juillet 1865, il bat Gladstone par une majorité de 180 voix, ce qui a considérablement amélioré sa position au sein du parti conservateur. La réponse de Gladstone a été "Cher rêve est dissipé. La volonté de Dieu soit faite."  Les Conservateurs sont revenus au pouvoir sous Derby en 1866, et Hardy est nommé Président du Poor Law Board, avec un siège dans le cabinet. Il est admis au Conseil privé en même temps. Au cours de son mandat dans ce poste, il présente notamment un projet de loi de lutte contre la pauvreté au Parlement. Cranbrook appuie également la Reform Act de 1867, qui quintuple le nombre d'électeurs. En 1867, il succède à Spencer Horatio Walpole en tant que ministre de l'Intérieur et est contraint de faire face à la rébellion Fenian de cette année. En acceptant un amendement selon lequel tous les contribuables devraient être électeurs, Disraeli a créé une nouvelle constitution victorienne, ce que, étonnamment, Hardy et d'autres étaient prêts à accepter . Un nouvel élu de 1868, admirateur de Disraeli, le Radical Sir Charles Dilke pensait que Hardy était l'Anglais le plus éloquent, dont les talents étaient gaspillés dans le Parti conservateur. Mais Hardy lui-même, pas si facilement trompé, est resté un Tory fidèle jusqu'à la fin .
L'année suivante, Benjamin Disraeli succède à Derby au poste de Premier ministre, mais le gouvernement conservateur démissionne à l'automne 1868, après que la reine et Disraeli aient retardé la dissolution pour enregistrer un nouvel électorat, puisque depuis 1865 les votes par correspondance sont acceptés . Les libéraux sont arrivés au pouvoir sous Gladstone. Dans l'opposition, Hardy a parfois agi comme chef de l'opposition à la Chambre des communes lorsque Disraeli était absent.
Des critiques ont été adressées à l'Église anglicane d'Irlande, que les libéraux avaient l'intention de supprimer dans son intégralité. Anglican engagé, Hardy s'est opposé à la mesure pour des motifs religieux. Étant un anglican orthodoxe, il considérait la fragmentation de l'église comme contraire aux principes conservateurs . Il s'exprime avec virulence lors du débat sur le projet de loi relatif à l'Église irlandaise le 23 mars 1869, avant que Gladstone ne prononce la clôture du gouvernement dans l'une des plus grandes joutes oratoires lors de la deuxième lecture . Hardy lie le projet de loi de l'église irlandaise à la hausse des Fenians et aux atrocités qui en ont résulté, vis-à-vis d'une église catholique prétendument disposée à vendre des bénéfices pour de l'argent. De plus, il attaque directement les partisans du Premier ministre qu'il accuse d'être "redevables au mouvement Fenian de cette mesure tardive de la justice" .
Au cours des débats sur l'éducation, il produit des réprimandes éloquentes et piquantes. Hardy s'est avéré un lieutenant compétent de Disraeli, se moquant des embarras du projet de loi de Gladstone aux Communes . Gladstone devint progressivement plus chaud et dérangé par les remarques adroites de Cranbrook. Quand il a été comparé aux émeutes de Hyde Park en 1866, le Premier ministre "a provoqué une telle explosion de passion et d'humeur".
Le 1er février 1872, Hardy est présent à la conférence des grands conservateurs de Burghley House: seuls Derby et Disraeli manquaient pour la discussion sur l'avenir du parti et du pays. Hébergé par Lord Exeter, un descendant Cecil du Lord élisabéthain Burghley, les autres membres du Cabinet présents sont Sir Stafford Northcote, Sir John Pakington, Lord Cairns et Lord John Manners, un ami personnel de Disraeli. Seuls Manners et Northcote sont prêts à soutenir le leadership de Disraeli. Le groupe suggère que Lord Stanley, le fils de Derby, prenne le poste de chef du parti à la Chambre des communes. Pour sa part, le jeune Stanley est un personnage très différent de son père . Court et dodu, il est un réformateur, ouvert au changement et aux idées autour de la politique progressiste. Il est également plus ouvert à maintenir Disraeli, reconnaissant qu'il est inapte, il ne voulait pas déplacer un homme que les députés d'arrière-ban savaient être un parlementaire exceptionnel .

## Ministre du Cabinet, 1874–1880
En 1874, les conservateurs reprennent leurs fonctions sous Disraeli et Hardy est nommé secrétaire d'État à la Guerre, ce qui ne lui convenait pas le mieux. On aurait dû lui proposer le Home Office, mais le poste est confié à un excellent débatteur, Richard Cross. Mais la session est levée le 7 août, laissant au ministre le reste de l'année pour s'installer dans les travaux du ministère . Hardy est resté en poste pendant plus de quatre ans pour superviser les réformes de l'armée initiées par son prédécesseur libéral Edward Cardwell. En 1876, Disraeli est élevé à la pairie, et entre à la Chambre des Lords, comme comte de Beaconsfield. Hardy s'était attendu à devenir chef conservateur à la Chambre des communes, mais il est négligé en faveur de Stafford Northcote, comte d'Iddesleigh. Disraeli n'aimait pas le fait que Hardy ait négligé de rester à la chambre, pour rentrer chez lui le soir dîner avec sa femme .
Deux ans plus tard, en avril 1878, Hardy succède au marquis de Salisbury comme secrétaire d'État à l'Inde et, le mois suivant, il est élevé à la pairie en tant que vicomte Cranbrook, de Hemsted, dans le comté de Kent. En même temps, il prend le nom de jeune fille de sa mère, Gathorne, en plus de celui de Hardy à la demande de sa famille. En décembre 1878, Cranbrook comparait devant la Cour et entend de la part de la reine ses plaintes concernant le refus de Gladstone de nommer le prince de Galles comme vice-roi d'Irlande . Cranbrook est resté l'un des ministres au centre de la cour, étant un monarchiste, interagissant fréquemment avec la reine et le prince de Galles .
La question orientale pose le plus grand dilemme de politique étrangère en 1877. Hardy souhaite aider activement le sultan en faillite avec un prêt, et aller à la guerre si nécessaire pour garder la Russie hors de Constantinople. Il se révèle l'un des alliés les plus proches de Disraeli au sein du cabinet. Contre lui, les riches aristocrates voulaient la paix, tout comme Gladstone, à tout prix. Lorsque Salisbury change de camp pour soutenir le Premier ministre, il est élevé au ministère des Affaires étrangères. Un «War Party», un cabinet interne, envoie des cuirassés de la Royal Navy pour défendre les Turcs contre une armée russe menaçante. Au Bureau de l'Inde Cranbrook est forcé de faire face à la Seconde guerre anglo-afghane en 1878, visant à restaurer l'influence britannique en Afghanistan. Après un été paisible de 1878 à chasser les cerfs en Écosse, Cranbrook se retrouve face à une crise face à laquelle le vice-roi de l'Inde est mal préparé. Une invasion complète de l'Afghanistan est ordonnée le 21 novembre. Les Afghans sont vaincus en quelques semaines, mais le nouveau Troisième Empire commence dans un état de panique. Un accord de paix est conclu en mai 1879, mais la guerre éclate de nouveau après que le résident britannique, le major Louis Cavagnari, a été assassiné par des troupes afghanes mutinées. Les troupes britanniques sous Frederick Roberts réussissent une fois de plus à rétablir le contrôle. Cependant, la situation est encore instable lorsque Cranbrook, ainsi que le reste du gouvernement, démissionne en avril 1880. En tant que pair, Cranbrook n'est pas autorisé à prononcer des discours lors des élections, qui se terminent par une majorité libérale. Il prend un repos bien mérité en Italie au début de 1881. Il est le seul membre du cabinet Disraeli à être absent pour les funérailles du comte de Beaconsfield à Hughenden .

## Fin de carrière
Lord Cranbrook est resté au cœur de l'élite du parti. En 1884, un nouveau whip en chef, Aretas Akers-Douglas (1er vicomte Chilston) est promu par Salisbury en partie grâce à son influence. Au début de 1885, le gouvernement est divisé, Chamberlain refusant d'accepter l'augmentation du corps électoral. Cranbrook écrit à Lord Cairns le 9 janvier, "tout cela vient de la politique irlandaise dont M. Gladstone est responsable."  En juin 1885, les conservateurs reprennent le pouvoir et Cranbrook est nommé lord président du Conseil. Il est choqué de découvrir que derrière le dos du cabinet, Lord Carnarvon a négocié un accord, connu dans les journaux sous le nom de «Tory Parnellism», avec le Parti irlandais .
Pendant deux semaines au début de 1886, il est nouveau secrétaire d'État à la Guerre. Le gouvernement tombe en janvier 1886, mais reprend rapidement ses fonctions en juillet de la même année après une élection générale. Cranbrook est de nouveau nommé lord-président du Conseil, poste dans lequel il s'occupe principalement de l'éducation . Il est également brièvement Chancelier du duché de Lancastre en août 1886. Il refuse le poste de ministre des Affaires étrangères en 1886 en raison de son incapacité à parler des langues étrangères et refuse également le poste de Lord lieutenant d'Irlande . Il est resté lord président du Conseil jusqu'à la chute du deuxième ministère de Salisbury en 1892. Peu de temps après, il est nommé baron Medway, de Hemsted dans le comté de Kent, et comte de Cranbrook, dans le comté de Kent. Dans l'opposition, Cranbrook est un puissant opposant au Second Home Rule Bill, qui est fortement battu à la Chambre des Lords. Il se retire de la vie publique après les élections générales de 1895.

## Famille
Lord Cranbrook épouse Jane, fille de James Orr, en 1838. Ils ont quatre fils et cinq filles. Un fils et deux de leurs filles les ont précédés dans la mort. Lord Cranbrook est décédé en octobre 1906, à l'âge de quatre-vingt-douze ans, et son fils aîné, John Gathorne-Hardy (2e comte de Cranbrook), lui succède. Son troisième fils, Alfred Gathorne-Hardy est également un homme politique .